# 山舩晃太郎
山舩 晃太郎（やまふね こうたろう、1984年3月21日 - ）は、日本の考古学者。東京海洋大学非常勤講師、九州大学共同研究員。専門は水中考古学と船舶考古学。

## 経歴・人物
秋田県出身。父が転勤族のサラリーマンだった影響で愛知県名古屋市や千葉県市川市などで育つ。名古屋での小学校時代に野球を始め、スポーツ推薦で法政大学第一高等学校に入学し、野球部へ入部して投手としてプロ野球への夢を追っていた。しかし、高校2年の時に右肘を故障して手術を受け、その影響で甲子園予選大会に出場することは出来なかった。
山舩は野球を諦めきれず、2002年に法政大学文学部へ入学し、同時に法政大学野球部に入部して神宮のマウンドに立つことを目指すが、他の選手とのレベルの違いや故障再発などで挫折、チームの打撃投手を務めるものの、結局は野球を断念する。そして4年進級時に当時の金光興二監督に対して部に籍を置いたままで選手引退を申し出て了承された。
山舩は野球を諦めて次の道を考えつつ、ローマ史学者として知られる後藤篤子の西洋古代史ゼミナールを受講、後藤の薫陶を受けて卒業論文への準備を始めていた時にアメリカ合衆国の考古学者たるロバート・フォーレスト・バージェスの著書『海底の1万2000年―水中考古学物語』を読んで感銘を受け、また自身も映画『インディ・ジョーンズ』や『グラン・ブルー』が好きだったこともあり、水中考古学者になることを決意する。
山舩はテキサスA&M大学大学院への入学を決意し、自ら単身でアメリカ合衆国へ渡航して語学学校などに通うなどして英語を猛勉強。その努力が実って大学院への入学が認められる。大学院ではますます水中考古学の面白さと奥深さに魅了され、知識を蓄えるようになる。大学院修了時の博士論文では「フォトグラメトリを応用し、デジタル3Dモデルを用いて沈没船復元再構築の理論を進化させる方法」をテーマとして執筆。それを国際学会で発表したところ大きな反響を得る。これがきっかけとなって世界各国から共同研究や遺跡調査への要請を受けるようになる。
2016年に博士号を取得。船舶考古学博士。西洋船（古代・中世・近代）を主たる研究対象とする考古学と歴史学の他、水中文化遺産の3次元測量と沈没船の復元構築が専門。現在は世界の様々なところで沈没船を探索、調査を行うと共に、自らが考案したフォトグラメトリの応用によるデジタル3Dモデルを用いて沈没船や水中遺跡を可視化するなど、水中考古学の分野で多彩な活動を展開している。

## 著書
- 『沈没船博士、海の底で歴史の謎を追う』（2021年、新潮社、2024年、新潮文庫）

## TV出演
- 「沈没船クエスト」（NHK BSP 4K：2024年3月3日（日）、3月9日（土））
- 「クレイジージャーニー」（TBS 2024年8月12日（月））
  - 世界の二大計画！海底の海賊都市発掘＆３００ｍスキージャンプ[6][7]